# Colina (geslacht)
Colina is een geslacht van slakken uit de familie van de Cerithiidae. De wetenschappelijke naam van het geslacht is voor het eerst geldig gepubliceerd in 1920 door Cossmann.

## Soorten
De volgende soorten zijn bij het geslacht ingedeeld:
- Colina arifi Bozzetti, 2011
- Colina ciclostoma Bozzetti, 2008
- Colina macrostoma (Hinds, 1844)
- Colina pinguis A. Adams, 1855
- Colina selecta Melvill & Standen, 1898

### Nomen dubium
- Colina gracilis H. Adams, 1866